# Paralomis longidactylus
El centollón (Paralomis longidactylus) es una especie de crustáceo decápodo que integra el género de cangrejos litódidos Paralomis. Habita el lecho marino de las aguas del sudoeste del océano Atlántico. 

## Taxonomía, distribución y hábitat
Paralomis longidactylus fue descrita originalmente en el año 1972 por los científicos Yakov Avad'evitch Birstein y L. G. Vinogradov.
El nombre específico original terminaba en us (masculino). M. Takeda cambió el us final por a, posiblemente porque el nombre genérico Paralomis es femenino. Sin embargo, la ortografía original debe ser conservada ya dactylus es un sustantivo y como tal, no debe estar obligado a corresponderse al género del nombre genérico.
Distribución
Se distribuye en latitudes medias del sudoeste del océano Atlántico, siendo reportada del sur del estado de Río Grande del Sur (extremo sur del Brasil) en una zona próxima a las aguas de la plataforma marina del Uruguay.